# Temporada 1985-86 de los Atlanta Hawks
La temporada 1985-86 fue la decimoctava de los Atlanta Hawks en la NBA en su ubicación de Atlanta, la trigésimo séptima en la liga y la cuadragésima desde su fundación. La temporada regular acabó con 50 victorias y 32 derrotas, ocupando el cuarto puesto de la Conferencia Este, clasificándose para los playoffs, en los que cayeron en semifinales de conferencia ante Boston Celtics.

## Elecciones en elDraft
| Ronda | Puesto | Jugador         | Posición | Nacionalidad   | Universidad          |
| ----- | ------ | --------------- | -------- | -------------- | -------------------- |
| 1     | 5      | Jon Koncak      | Pívot    | Estados Unidos | SMU                  |
| 2     | 41     | Lorenzo Charles | Alero    | Estados Unidos | North Carolina State |
| 3     | 59     | Sedric Toney    | Base     | Estados Unidos | Dayton               |
| 4     | 77     | Arvydas Sabonis | Píbot    | Lituania       |                      |
| 4     | 84     | John Battle     | Escolta  | Estados Unidos | Rutgers              |

## Temporada regular
| División Central    | División Central | División Central | División Central | División Central | División Central | División Central | División Central | División Central |
| Equipo              | G                | P                | %                | PD               | Casa             | Fuera            | Div              |                  |
| ------------------- | ---------------- | ---------------- | ---------------- | ---------------- | ---------------- | ---------------- | ---------------- | ---------------- |
| y-Milwaukee Bucks   | 57               | 25               | .695             | –                | 33–8             | 24–17            | 21–9             |                  |
| x-Atlanta Hawks     | 50               | 32               | .610             | 7                | 34–7             | 16–25            | 21–9             |                  |
| x-Detroit Pistons   | 46               | 36               | .561             | 11               | 31–10            | 15–26            | 18–12            |                  |
| x-Chicago Bulls     | 30               | 52               | .366             | 27               | 22–19            | 8–33             | 10–20            |                  |
| Cleveland Cavaliers | 29               | 53               | .354             | 28               | 16–25            | 13–28            | 10–19            |                  |
| Indiana Pacers      | 26               | 56               | .317             | 31               | 19–22            | 7–34             | 9–20             |                  |

## Playoffs

### Primera ronda
Atlanta Hawks vs. Detroit Pistons 
| Fecha       | Partido                                | Ciudad  |
| ----------- | -------------------------------------- | ------- |
| 17 de abril | Atlanta Hawks 140, Detroit Pistons 122 | Atlanta |
| 19 de abril | Atlanta Hawks 137, Detroit Pistons 125 | Atlanta |
| 22 de abril | Detroit Pistons 106, Atlanta Hawks 97  | Detroit |
| 25 de abril | Detroit Pistons 113, Atlanta Hawks 114 | Detroit |
|             | Atlanta Hawks gana las series 3-1      |         |

### Semifinales de Conferencia
Boston Celtics vs. Atlanta Hawks 
| Fecha       | Partido                               | Ciudad  |
| ----------- | ------------------------------------- | ------- |
| 27 de abril | Boston Celtics 103, Atlanta Hawks 91  | Boston  |
| 29 de abril | Boston Celtics 119, Atlanta Hawks 108 | Boston  |
| 2 de mayo   | Atlanta Hawks 107, Boston Celtics 111 | Atlanta |
| 4 de mayo   | Atlanta Hawks 106, Boston Celtics 94  | Atlanta |
| 6 de mayo   | Boston Celtics 132, Atlanta Hawks 99  | Boston  |
|             | Boston Celtics gana las series 4-1    |         |

## Estadísticas
| Rk | Jugador           | Edad | P  | PT | MP   | TC   | TCI  | %TC  | T3  | T3I | %T3  | TL  | TLI | %TL   | RO  | RD  | RT  | AS  | RB  | TAP | BP  | FP  | PTS  |
| -- | ----------------- | ---- | -- | -- | ---- | ---- | ---- | ---- | --- | --- | ---- | --- | --- | ----- | --- | --- | --- | --- | --- | --- | --- | --- | ---- |
| 1  | Dominique Wilkins | 26   | 78 | 78 | 39.1 | 11.4 | 24.3 | .468 | 0.2 | 0.9 | .472 | 7.4 | 9.0 | .818  | 3.3 | 4.6 | 7.9 | 2.6 | 1.8 | 0.6 | 3.2 | 2.2 | 30.3 |
| 2  | Randy Wittman     | 26   | 81 | 79 | 34.1 | 5.8  | 10.9 | .530 | 0.1 | 0.2 | .313 | 1.3 | 1.7 | .770  | 0.6 | 1.5 | 2.1 | 3.8 | 1.0 | 0.2 | 1.4 | 1.5 | 12.9 |
| 3  | Doc Rivers        | 24   | 53 | 50 | 29.6 | 4.2  | 8.8  | .474 | 0.0 | 0.3 | .000 | 3.2 | 5.3 | .608  | 0.9 | 2.1 | 3.1 | 8.4 | 2.3 | 0.2 | 2.7 | 3.5 | 11.5 |
| 4  | Kevin Willis      | 23   | 82 | 59 | 28.0 | 5.1  | 9.9  | .517 | 0.0 | 0.1 | .000 | 2.1 | 3.2 | .654  | 3.0 | 5.6 | 8.6 | 0.5 | 0.8 | 0.5 | 2.2 | 3.6 | 12.3 |
| 5  | Tree Rollins      | 30   | 74 | 61 | 24.1 | 2.3  | 4.7  | .499 | 0.0 | 0.0 | .000 | 0.9 | 1.2 | .767  | 1.8 | 4.4 | 6.2 | 0.6 | 0.5 | 2.3 | 1.2 | 3.2 | 5.6  |
| 6  | Cliff Levingston  | 25   | 81 | 35 | 24.0 | 3.6  | 6.8  | .534 | 0.0 | 0.0 | .000 | 2.0 | 3.0 | .678  | 2.4 | 4.2 | 6.6 | 0.9 | 0.9 | 0.5 | 1.4 | 3.2 | 9.3  |
| 7  | Eddie Johnson     | 30   | 39 | 5  | 22.1 | 4.0  | 8.4  | .473 | 0.1 | 0.5 | .250 | 2.0 | 2.8 | .718  | 0.4 | 1.5 | 1.9 | 5.6 | 0.3 | 0.0 | 2.3 | 1.8 | 10.1 |
| 8  | Jon Koncak        | 22   | 82 | 15 | 20.7 | 3.2  | 6.3  | .507 | 0.0 | 0.0 | .000 | 1.9 | 3.1 | .607  | 2.1 | 3.6 | 5.7 | 0.7 | 0.5 | 0.8 | 1.4 | 3.6 | 8.3  |
| 9  | Ray Williams      | 31   | 19 | 13 | 19.3 | 3.0  | 7.5  | .399 | 0.2 | 0.6 | .364 | 2.2 | 2.5 | .854  | 1.0 | 1.4 | 2.4 | 3.5 | 1.5 | 0.1 | 2.2 | 2.5 | 8.4  |
| 10 | Spud Webb         | 22   | 79 | 8  | 15.6 | 2.5  | 5.2  | .483 | 0.0 | 0.1 | .182 | 2.7 | 3.5 | .785  | 0.3 | 1.2 | 1.6 | 4.3 | 1.0 | 0.1 | 2.0 | 2.1 | 7.8  |
| 11 | Antoine Carr      | 24   | 17 | 0  | 15.2 | 2.9  | 5.5  | .527 | 0.0 | 0.0 |      | 1.1 | 1.6 | .667  | 0.9 | 2.1 | 3.1 | 0.8 | 0.4 | 0.9 | 0.8 | 3.0 | 6.8  |
| 12 | Johnny Davis      | 30   | 27 | 7  | 14.9 | 1.7  | 4.0  | .430 | 0.0 | 0.1 | .500 | 1.9 | 2.2 | .864  | 0.1 | 0.6 | 0.7 | 4.1 | 0.5 | 0.0 | 1.4 | 1.2 | 5.3  |
| 13 | Scott Hastings    | 25   | 62 | 0  | 10.5 | 1.0  | 2.6  | .409 | 0.0 | 0.1 | .750 | 1.0 | 1.1 | .857  | 0.7 | 1.3 | 2.0 | 0.4 | 0.2 | 0.1 | 0.6 | 1.9 | 3.1  |
| 14 | John Battle       | 23   | 64 | 0  | 10.0 | 1.6  | 3.5  | .455 | 0.0 | 0.1 | .000 | 1.2 | 1.6 | .728  | 0.2 | 0.8 | 1.0 | 1.2 | 0.4 | 0.0 | 0.7 | 1.3 | 4.3  |
| 15 | Sedric Toney      | 23   | 3  | 0  | 8.0  | 0.7  | 2.3  | .286 | 0.0 | 0.0 |      | 0.3 | 0.3 | 1.000 | 0.0 | 0.7 | 0.7 | 0.0 | 0.3 | 0.0 | 1.0 | 2.0 | 1.7  |
| 16 | Lorenzo Charles   | 22   | 36 | 0  | 7.6  | 1.4  | 2.4  | .557 | 0.0 | 0.0 |      | 0.7 | 1.0 | .667  | 0.4 | 0.7 | 1.1 | 0.2 | 0.1 | 0.2 | 0.5 | 1.0 | 3.4  |

## Galardones y récords
| Jugador/Entrenador | Galardón                                |
| Mike Fratello      | Entrenador del Año de la NBA            |
| Dominique Wilkins  | Mejor quinteto de la NBA All-Star       |
| Spud Webb          | Campeón del Concurso de Mates de la NBA |